# Torey Krug
Torey Krug (ur. 12 kwietnia 1991 w Royal Oak, Michigan, USA) – hokeista amerykański, gracz ligi NHL, reprezentant Stanów Zjednoczonych.

## Kariera klubowa
- Michigan State University (2009 - 25.03.2012)
- Boston Bruins (25.03.2012 - 
  -  Providence Bruins (2012 - 2013)

## Kariera reprezentacyjna
- Reprezentant USA na MŚ w 2015

## Sukcesy
Reprezentacyjne
- Brązowy medal z reprezentacją USA na MŚ w 2015

Klubowe
- Prince of Wales Trophy z zespołem Boston Bruins w sezonie 2018-2019